# یاکوب اوبرمایر
یاکوب اوبرمایر(به آلمانی: Jacob Obermeyer)(زادهٔ ۲۱ مارس ۱۸۴۵- مرگ ۱ مارس ۱۹۳۸) خاورشناس یهودی اهل بایرن آلمان بود.

## زندگی
اوبرمایر در اشتاینهارت در نزدیکی باد زوبرنهایم چشم به جهان گشود. در جوانی تلمود را خواند و به مطالعه در بارهٔ یهودیت گرایش‌یافت. در ۱۸۶۸ به شمال آفریقا سفری کرد و از مراکش تا مصر را پیمود و از فلسطین گذشت و به دمشق رسید. در ۱۸۶۹ برای تدریس در اتحادیه جهانی یهودیان به بغداد فراخوانده‌شد. سه سال پس از آن برای تدریس خصوصی به برادر تبعیدی ناصرالدین شاه قاجار -عباس میرزا ملک‌آرا- به کار گرفته‌شد. او در این زمان در سفرهای عباس‌میرزا برای شکار همراه اردوی وی بود و در این میان از سکونت‌گاه‌های تاریخی یهودیان در میان‌رودان بازدید هم می‌کرد.
در ۱۸۸۱ ناصرالدین شاه با برادرش آشتی کرد و عباس‌میرزا به ایران بازگشت. در این بازگشت اوبرمایر با شاهزادهٔ قاجار همراه شد و پس از گذشتن از قزوین به تهران رسید و در آنجا به عنوان آموزگار خانگی عباس‌میرزا ملک‌آرا به کار پرداخت.
در ۱۸۸۴ اوبرمایر برای آموزاندن زبان‌های فارسی و عربی در کالج زبان‌های شرقی به وین دعوت‌شد. او دعوت را پذیرفت و تا سال ۱۹۱۵ در این مرکز به کار اشتغال داشت. او آثاری در زمینه یهودیت به نگارش در آورده‌است.